# Bellevue Beach Provincial Park
Bellevue Beach Provincial Park är en provinspark i Newfoundland och Labrador i Kanada. Den ligger på Avalon Isthmus vid södra änden av Trinity Bay, omkring 75 km väster om provinshuvudstaden St. John's.
Parken består av en lång sandbank med en 2 km lång strand. Intill parken ligger campingplatsen Bellevue Beach Campground som tidigare var en del av provinsparken, men som privatiserades 1997.